# Béni-Zmenzer

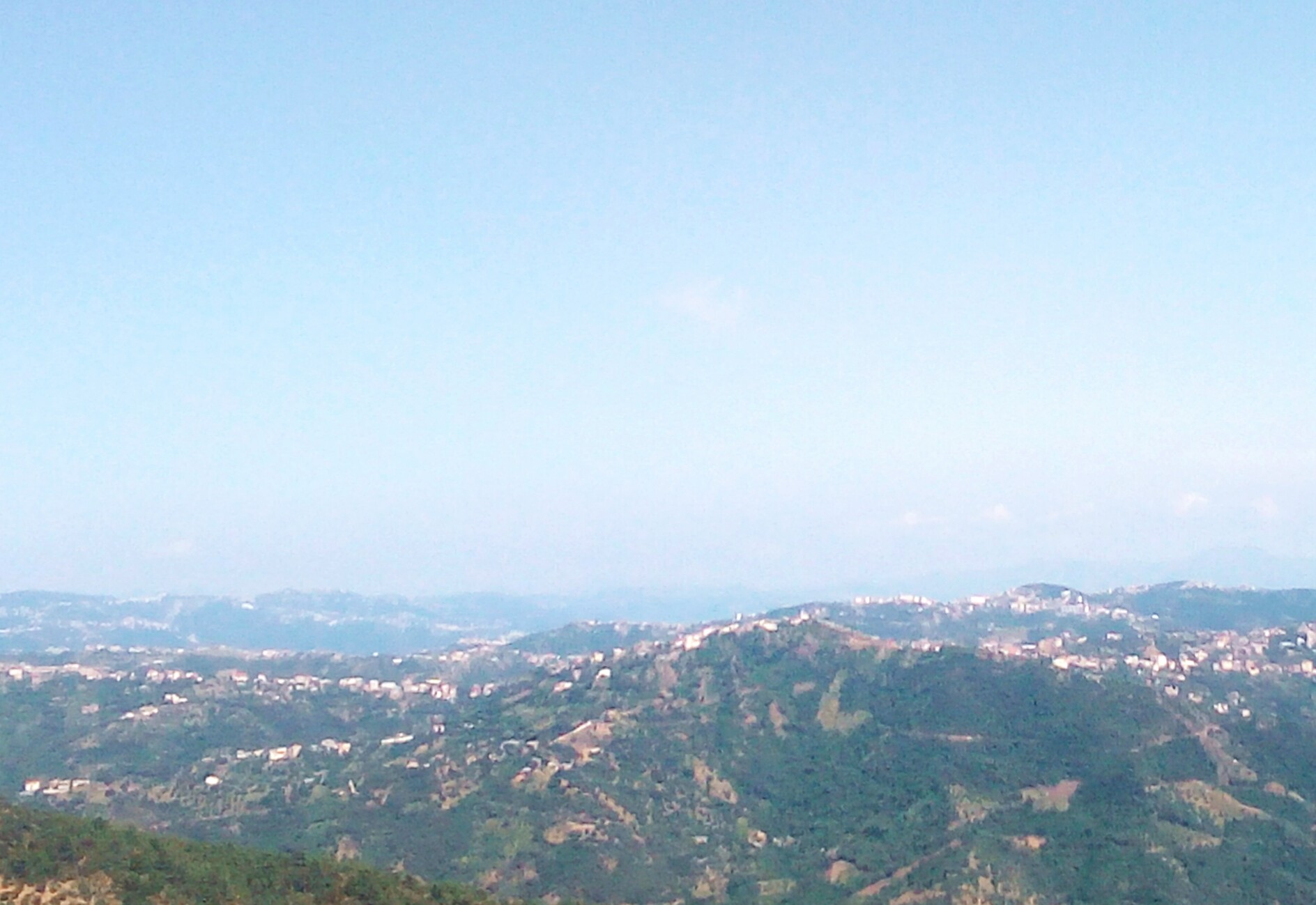
Beni Zmenzer de Betrouna (Wilaya de Tizi Ouzou - Argélia)

Béni-Zmenzer é uma cidade e comuna localizada na província de Tizi Ouzou, no norte da Argélia. Em 2008, sua população era de 12 117 habitantes.